# Syp Wynia
Syp Wynia (Spannum, 4 februari 1953) is een Nederlandse journalist, columnist, schrijver en uitgever. Hij is redacteur-uitgever van het digitale weekblad Wynia's Week en het videokanaal Wynia's Week TV (WWTV, tevens podcast) en mede-eigenaar van Uitgeverij Blauwburgwal.
Van augustus 1997 tot december 2018 was Wynia redacteur, commentator en columnist van het Nederlandse opinieweekblad Elsevier. Op 20 december 2018 maakte hij op zijn website bekend ontslag te hebben genomen bij Elsevier Weekblad en zijn eigen bedrijf te beginnen als publicist, adviseur en spreker.

## Levensloop
Wynia is geboren in het Friese Spannum en groeide op in Oudega (Smallingerland). 
In de jaren zeventig begon hij zijn carrière als freelancejournalist. Daarnaast organiseerde hij diverse culturele evenementen. Hij was medeoprichter van de jongerencentra Vera en Simplon en was oprichter en coördinator van de Groninger Zomermanifestatie (1974-1978). In 1975 was hij korte tijd betrokken bij het management van pop- en theatergroepen, waaronder de popgroep Vitesse (Met o.a. Herman Brood). 
In de periode 1980 - 1988 was Wynia in dienst bij het Nieuwsblad van het Noorden, waarvan de laatste jaren als chef kunstredactie. Van 1988 tot 1997 werkte hij bij het Nederlandse dagblad Het Parool, aanvankelijk als chef politiek vanuit Den Haag. Daarna was hij zes jaar correspondent voor Het Parool in de Belgische hoofdstad Brussel. In 2007 was hij columnist van BNR Nieuwsradio. Van begin 2010 tot en met medio 2011 verzorgde hij columns voor het televisieprogramma Buitenhof en vanaf de zomer van 2013 tot eind 2021 was hij vaste gast in het tv-ontbijtprogramma van omroep WNL. In de jaren 2018-2021 was hij roulerend 'Opiniemaker' in het gelijknamige zaterdagse radioprogramma op NPO 1.

## Boeken
- 2006: Zoetzuur, zesenzestig columns uit het land van Balkenende en Bos, een selectie van columns van de hand van Wynia.
- april 2014: Vervlogen Visioenen, een bundeling van 64 columns en artikelen over de Europese eenwording die Wynia de voorgaande 15 jaar voor Elsevier schreef.
- oktober 2014: Achter de Dijken - kleine geschiedenis van het moderne Nederland, een bundeling van Wynia's essays voor Elsevier.
- februari 2020: Tegen de onzin - kroniek van de Rutte-jaren (Uitgeverij Blauwburgwal, ISBN 9789461852601)
- november 2020: Het Beste uit Wynia's Week 2020, een selectie van artikelen van Wynia en van andere auteurs voor het online magazine Wynia's Week.
- november 2021: Het beste uit Wynia's Week 2021, een selectie van artikelen van Wynia en andere auteurs voor het online magazine Wynia's Week.
- mei 2022: De Linkse Kerk. Hoe calvinistisch Nederland steeds dezelfde afslag neemt. (Uitgeverij Blauwburgwal, ISBN 9789461853226). Redactie, met Henk-Jan Prosman.
- februari 2023: 70. Actieve herinneringen aan een gaaf gidsland. 70 hoofdstukken over de woelige jaren twintig van de 21ste eeuw in Nederland Rutteland (deels autobiografisch). (Uitgeverij Blauwburgwal, ISBN  9789461853295).